# Rinaldo da Concorezzo
Rinaldo da Concorezzo, auch Rainald von Ravenna, (* um 1250 in Mailand; † 18. August 1321 in Ravenna) ist ein Seliger der römisch-katholischen Kirche und war Erzbischof von Ravenna.

## Leben

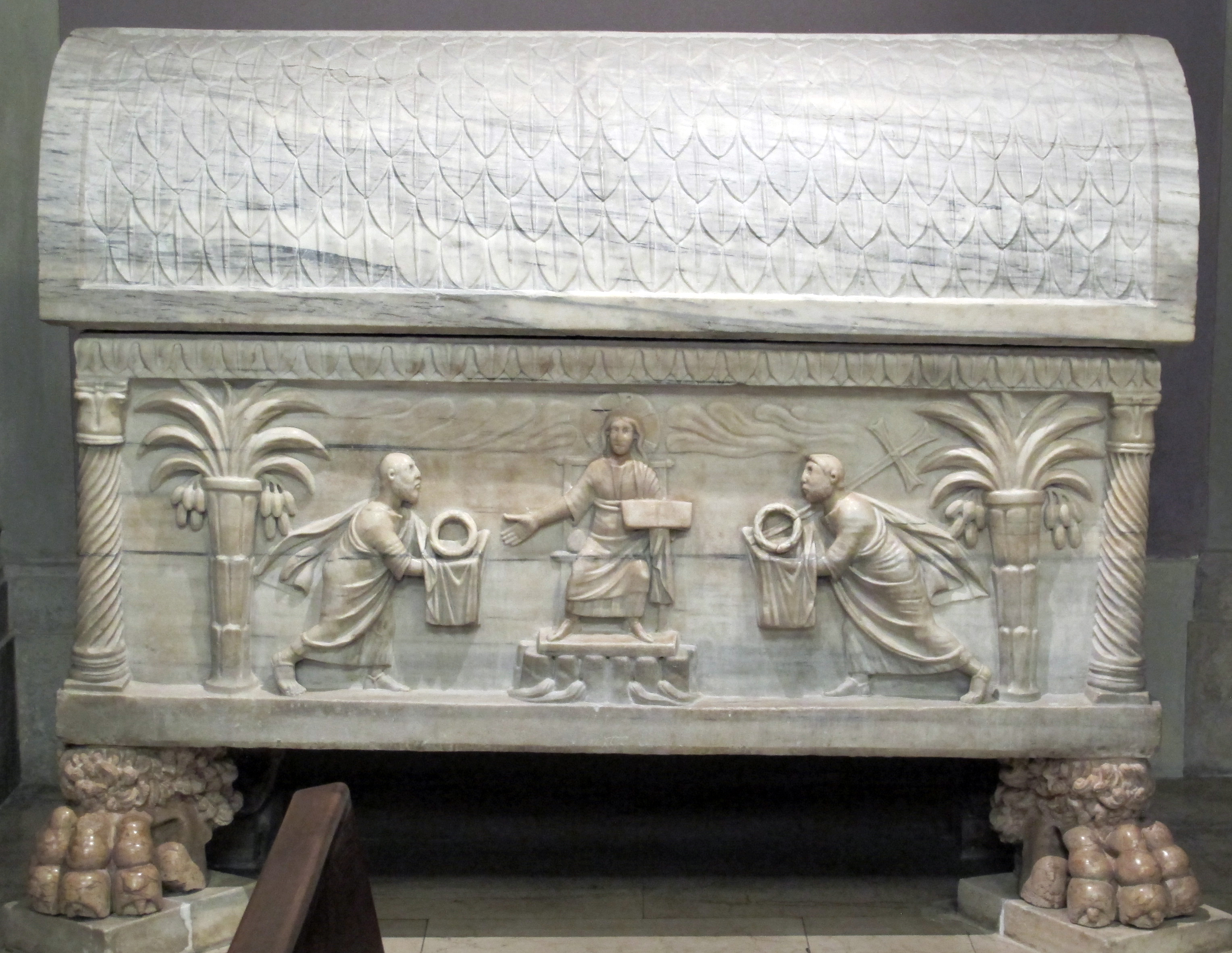
Sarkophag des Seligen Rinaldo (Rainald) (Dom von Ravenna)

Rainald war ein Sohn der Adelsfamilie Concorezzo aus Mailand. Er war zuerst als Päpstlicher Kaplan in Rom tätig und wurde 1296 von Papst Bonifatius VIII. (1294–1303) zum Bischof von Vicenza eingesetzt, wo er sich durch einen Prokurator vertreten ließ. Ab 1299 war er Apostolischer Delegat bei den Friedensverhandlungen zwischen Frankreich und England. 1303 erfolgte durch Papst Benedikt XI. (1303–1304) die Ernennung zum Erzbischof von Ravenna: Concoregio war von der Mehrheit des Kapitels gewählt worden, die Minderheit hatte sich für Leonardo Fieschi entschieden. Im Dezember 1303 erfolgte die offizielle Versetzung von Vicenza nach Ravenna, wo Rainald allerdings erst im Oktober 1305 persönlich eintraf. Als Erzbischof versuchte er ab 1307 im Streit um den Templerorden zu vermitteln, dieser Versuch führte jedoch nicht zur Behebung des Streits. Papst Clemens V. (1305–1314) erklärte den Templerorden am 22. März 1312 für aufgelöst. Rainald setzte sich intensiv für die Seelsorge ein und war bestrebt, gute Verbindungen zu Rom zu unterhalten. Schon kurz nach dem Tode von Rainald begann die Heiligenverehrung, dessen Kult 1852 durch Papst Pius IX. (1846–1878) approbiert wurde. Sein kirchlicher Gedenktag wurde auf den 18. August (dem Todestag) festgelegt. Der Name Rainald bedeutet „der mit Rat Herrschende“ (Althochdeutsch).